# Trollok: Együtt a banda
A Trollok: Együtt a banda (eredeti címe: Trolls Band Together) 2023-as amerikai számítógépes animációs zenés filmvígjáték, amit Walt Dohrn rendezett. A 2020-as Trollok a világ körül című film folytatása.
Amerikában 2023. november 17-én, míg Magyarországon 2023. október 26-án mutatták be.

## Cselekmény
A múltban a csecsemő Ágas és négy bátyja, John Frankó, Spruce, Gyurma és Floyd a BroZone nevű fiúbandaként lépnek fel. Amikor egymásnak feszülő egóik megakadályozzák őket abban, hogy elérjék a "Tökéletes családi harmóniát", egy erőteljes képességet, amit a Trollok akkor tudnak elérni, ha teljes szinkronban vannak, a testvérek összevesznek és feloszlatják a bandát. Ágas egyedül marad és a  nagymamája, Rózsika neveli fel.
A jelenben Ágas és Pipacs részt vesz Bridget és Porcos esküvőjén Bergenvárosban. Megzavarja őket John Frankó, aki elárulja, hogy Ágas legközelebbi testvérét, Floydot elfogta Bársony és Furnér, akik popsztárok szeretnének lenni. A testvérek Floydot egy gyémánt parfümös üvegbe zárták, amit arra használnak, hogy kivonják belőle az esszenciáját, és javítsák az éneklésüket. Mivel a tökéletes családi harmónia az egyetlen, ami képes elpusztítani az üveget, Ágas vonakodva beleegyezik, hogy segítsen John Frankónak megtalálni a testvéreiket és megmenteni Floydot. Pipaccsal és Pici Diamonddal együtt elindulnak John Frankó Rhonda nevű, armadillószerű hordozható furgonjával.
Megtalálják Spruce-t az üdülőhelyen, ahol Bruce-ra változtatta a nevét, és családot alapított. Bruce vonakodik segíteni, amíg a felesége és a gyerekei meg nem győzik. A csoport később megtalálja Gyurmát egy elhagyatott bergeni minigolfpályán, amelyet egy csapat pop troll lakik, akik a legutóbbi trollforduló óta ott bujkálnak, és nem tudják, hogy a bergeniek már nem az ellenségeik. Találkoznak a vezetőjükkel, Vivával is, aki Ágas rég elveszett húga; őt és a többieket elválasztották a többi trolltól, amikor évekkel ezelőtt elmenekültek Bergen városából. Pipacs először nagyon örül, de a látogatás savanyúvá válik, amikor Viva nem hajlandó elhinni, hogy a bergeniek megváltoztak, és megpróbálja megakadályozni, hogy a többiek elhagyják a golfpályát. Sikerül megszökniük, Pipacs és Viva pedig összetört szívvel válnak el egymástól.
Eközben Bársony és Furnér folytatják Floyd énekének megfosztását. Bársony elárulja, hogy meghamisította Floyd kézírását, és elküldött egy üzenetet John Frankónak, hogy ezzel csalogassa ide testvéreit, hogy jöjjenek és mentsék meg. Továbbá Bársony és Furnér asszisztense, Bongyor feltalál egy vállpárnás öltözetet, amely felerősíti a kivonást, és amelyet a testvérek akkor terveznek használni, amikor elfogják az egész BroZone-t.
A trollok eljutnak a Rageous-hegyre, de ismét az egymásnak feszülő egóik akadályozzák meg őket abban, hogy elérjék a tökéletes családi harmóniát. Amikor a testvérei úgy döntenek, hogy Floyd megmentése után ismét szétválnak, Ágas leszidja őket, amiért még mindig babaként kezelik, és emlékezteti őket, hogy egész életében egyedül élt. Ágas, Pipacs és Pici egyedül találják meg Floydot, de Bársony és Furnér elfogják John Frankót, Gyurmát és Bruce-t, ami még nehezebbé teszi a megmentést.
Ágas és Pipacs szembeszállnak Furnérral és Bársonnyal, amikor azok elkezdenek elvegyülni a rajongók tömegében, aminek hatására elhajtanak a limuzinjukkal. Az ezt követő üldözés során Bársony és Furnér a vállpárnákkal elkezdik kiszedni a lényeget Ágas testvéreiből, hogy előadást rendezzenek. Ágasnak és Pipacsnak Viva segít, aki összefogott Bridget-tel és Porcossal, miután nászútjuk során a golfpályára botlottak. Látva, hogy Floydnak éppen elfogyott az esszenciája, Ágas rájön, hogy egyszerűen félre kell tenniük az egójukat, és csapatként kell dolgozniuk. Előadják a tökéletes családi harmóniát, és kiszabadulnak a börtönükből, éppen akkor, amikor Floyd elveszíti az utolsó esszenciáját is, de gyorsan újraélesztik. Furnér, aki eddig kétségbe vonta Bársony mesterkedéseit, nyilvánosan bevall mindent, és börtönbe kerülnek.
A trollok visszatérnek a Vacay-szigetre, és tanúi lesznek a BroZone visszatérő koncertjének, amelyhez csatlakozik a Kismet, egy másik banda, amelynek Ágas egykor tagja volt.

## Szereplők
| Szereplő          | Eredeti hang                           | Magyar hang        | Leírás |
| ----------------- | -------------------------------------- | ------------------ | --- |
| Ágas              | Justin Timberlake                      | Bereczki Zoltán    | Egy paranoiás és jószívű troll, Pipacs barátja.                                                                    |
| Ágas              | Iris Dohrn (gyerek)                    | Endrődy Regő       | Egy paranoiás és jószívű troll, Pipacs barátja.                                                                    |
| Pipacs királynő   | Anna Kendrick                          | Csuha Bori         | A pop trollok kedves és optimista királynője, Ágas barátnője.                                                      |
| Pici Diamond      | Kenan Thompson                         | Ganxsta Zolee      | Guy Diamonds fia, aki jól rappel.                                                                                  |
| Pepi király       | Walt Dohrn                             | Papp János         | A trollok egykori vezetője, Pipacs és Viva apja.                                                                   |
| Felhő srác        | Walt Dohrn                             | Szabó Máté         | Egy két lábon járó, szellemes bárányfelhő.                                                                         |
| Prince D          | Anderson Paak                          | Suhajda Dániel     | Quincy király és Esszencia királynő fia, funk trollok hercege és Cooper testvére.                                  |
| Cooper            | Ron Funches                            |                    | Quincy király és Esszencia királynő fia, funk trollok hercege és Prince D testvére.                                |
| Guy Diamond       | Kunal Nayyar                           | Magyar Bálint      | Egy nagyon csillogós troll, aki csillámot tud kilövelni.                                                           |
| Giga              | David Fynn                             | Elek Ferenc        | Egy hatalmas, vidám troll.                                                                                         |
| Kuki úr           | Kevin Michael Richardson               | Forgács Gábor      | Giga házi férge.                                                                                                   |
| John Frankó       | Eric André                             | Szabó Győző        | Ágas legidősebb bátyja és a BroZone egykori vezetője.                                                              |
| Spruce            | Daveed Diggs                           | Fehér Tibor        | Ágas második legidősebb bátyja és a BroZone korábbi tagja. Később Bruce-ra változtatja a nevét.                    |
| Gyurma            | Kid Cudi                               | Borsányi Dániel    | Ágas harmadik legidősebb bátyja és a BroZone korábbi tagja.                                                        |
| Floyd             | Troye Sivan                            | Dósa Mátyás        | Ágas negyedik legidősebb bátyja és a BroZone korábbi tagja.                                                        |
| Viva              | Camila Cabello                         | Simon Panna        | Pipacs rég elveszett testvére.                                                                                     |
| Bongyor           | Zosia Mamet                            | Urbán-Szabó Fanni  | Bársony és Furnér asszisztense.                                                                                    |
| Bársony           | Amy Schumer Brianna Mazzola (énekhang) | Vágó Bernadett     | Popsztár gonosztevő és Furnér nővére.                                                                              |
| Furnér            | Andrew Rannells                        | Szemenyei János    | Popsztár gonosztevő és Bársony öccse.                                                                              |
| II. Porcos király | Christopher Mintz-Plasse               | Kovács Lehel       | I. Porcos király fia, a bergeniek uralkodója. Bridget vőlegénye.                                                   |
| Bridget           | Zooey Deschanel                        | Kokas Piroska      | Egy kedves bergeni, aki konyhalányként dolgozott. II. Porcos menyasszonya.                                         |
| Miss Maxine       | RuPaul                                 | Lady Dömper        | Esküvői szertartásvezető az Bridget és II. Porcos király esküvőjén.                                                |
| Szatén            | Caroline Hjelt                         | Bogdányi Titanilla | Két troll nővér, akiknek a hajuk össze van nőve, így olyan mintha egy kifeszített gumikötél lenne a fejük tetején. |
| Szalag            | Aino Jawo                              | Laurinyecz Réka    | Két troll nővér, akiknek a hajuk össze van nőve, így olyan mintha egy kifeszített gumikötél lenne a fejük tetején. |
| Kid Ritz          | Dillon Francis                         | Kenéz Ágoston      | DJ. |
| Rózsika néni      | GloZell Green                          | Kocsis Mariann     | Ágas és testvérei nagyanyja.                                                                                       |
| Brandy            | Patti Harrison                         | Peller Mariann     | Spruce felesége.                                                                                                   |
| Smead néni        | Melissa Mabie                          | Téglás Judit       | |

### Magyar változat
- Főcím: Galambos Péter
- Magyar szöveg: Speier Dávid
- Dalszöveg: Nádasi Veronika
- Felvevő hangmérnök: Jacsó Bence
- Dalfelvevő hangmérnök: Gábor Dániel
- Vágó: Sári-Szemerédi Gabriella
- Gyártásvezető: Hódos Edina
- Rendezőasszisztens: Blahó Gergely
- Zenei rendező: Bolba Tamás
- Szinkronrendező: Dóczi Orsolya
- Produkciós vezető: Hagen Péter

A szinkront a Mafilm Audio Kft. készítette.

## A film készítése
2020. április 9-én Justin Timberlake az Apple Music átvétele során kifejezte érdeklődését a jövőbeli Trollok-filmekben való részvétel iránt: "Remélem, hogy csinálunk vagy hét Trollok-filmet, mert ez szó szerint az ajándék". Anna Kendrick és Timberlake megerősítették, hogy újra eljátsszák Pipacs és Ágas szerepét. 2023. március 28-án a DreamWorks Animation nyilvánosságra hozta a hivatalos címet: Trollok: Együtt a banda.